# Kanton Montbozon
Kanton Montbozon (francouzsky Canton de Montbozon) je francouzský kanton v departementu Haute-Saône v regionu Franche-Comté. Tvoří ho 25 obcí.

## Obce kantonu
- Authoison
- La Barre
- Beaumotte-Aubertans
- Besnans
- Bouhans-lès-Montbozon
- Cenans
- Chassey-lès-Montbozon
- Cognières
- Dampierre-sur-Linotte
- Échenoz-le-Sec
- Filain
- Fontenois-lès-Montbozon
- Larians-et-Munans
- Loulans-Verchamp
- Le Magnoray
- Maussans
- Montbozon
- Ormenans
- Roche-sur-Linotte-et-Sorans-les-Cordiers
- Ruhans
- Thieffrans
- Thiénans
- Vellefaux
- Villers-Pater
- Vy-lès-Filain